# Rui Manuel Almeida Mendes
Rui Manuel de Sousa Almeida Mendes (ur. 1 sierpnia 1941 w Lizbonie, zm. we wrześniu 1991) – portugalski polityk i prawnik, parlamentarzysta krajowy, od 1986 do 1987 poseł do Parlamentu Europejskiego II kadencji.

## Życiorys
Z zawodu adwokat, został również szefem stowarzyszenia handlu w Lizbonie. Zaangażował się w działalność polityczną w ramach Partii Socjaldemokratycznej. W latach 1983–1991 zasiadał w Zgromadzeniu Republiki III, IV i V kadencji, reprezentując okręg Lizbona. W latach 1983–1986 był członkiem Zgromadzenia Parlamentarnego Rady Europy. Od 1 stycznia 1986 do 13 września 1987 wykonywał mandat posła do Parlamentu Europejskiego w ramach delegacji krajowej. Przystąpił do frakcji liberalno-demokratycznej, od stycznia 1986 do kwietnia 1987 będąc jej wiceprzewodniczącym. Został wiceszefem Komisji ds. Kwestii Politycznych (1986–1987) oraz członkiem Delegacji ds. stosunków z państwami Maghrebu.